# Al and his Pals
Al and his Pals war eine US-amerikanische Countryband.

## Geschichte
Al and his Pals spielten in Illinois und Missouri. Sie waren jeden Samstag in der KSGM Ozark Opera, einer lokalen Radiosendung, zu hören und traten zudem auf privaten Partys und in den populären Dance Halls auf. Im März 1955 erschien ihre Platte You’re the Same Old Moon / Somebody Cares auf dem Starday Package-Deal-Label Diamond Records. Die Songs wurden von Al Meyer geschrieben (wie auch Waltzing with the Blues).

## Diskografie
- 1955: You’re the Same Old Moon / Somebody Cares (Diamond 515)